# جون سيمس
جون سيمس (1749-1831) (بالإنجليزية: John Sims)‏ هو عالم نبات بريطاني.